# Nigramma astriata
Nigramma astriata är en fjärilsart som beskrevs av Holloway 1976. Nigramma astriata ingår i släktet Nigramma och familjen nattflyn. Inga underarter finns listade i Catalogue of Life.